# Valeur nutritionnelle de référence
Le terme Valeur Nutritionnelle de Référence a été introduit par le Règlement (CE) 1169/2011 pour remplacer le terme « Apports journaliers recommandés » (AJR), il recouvre la même notion.